# Mobike
Mobike, também conhecida como Meituanbike, fundada por Beijing Mobike Technology Co., Ltd. ( Chinese    ), é um sistema de compartilhamento de bicicletas totalmente sem estação, com sede em Pequim, China. Pelo número de bicicletas, é o maior operador de bicicletas compartilhadas (de aluguel) do mundo e, em dezembro de 2016, fez de Xangai a maior cidade de compartilhamento de bicicletas do mundo. Em abril de 2018, foi adquirida por uma empresa chinesa de internet, Meituan-Dianping, por US$ 2,7 bilhões.

## História
Mobike foi fundada em 2015 por um ex-jornalista Hu Weiwei . O co-fundador Wang Xiaofeng, gerente geral do escritório da Uber de Xangai, também conhecido por seu nome inglês Davis Wang, tornou-se CEO da Mobike. Incapaz de comprar bicicletas de fornecedores com as especificações preferidas, a empresa construiu suas próprias bicicletas, lançadas a partir de abril de 2016.
Em dezembro de 2016, a empresa transformou Xangai na maior cidade de compartilhamento de bicicletas do mundo.
Em junho de 2017, a Mobike levantou US$ 600 milhões em financiamento da Série E liderado pela Tencent, elevando a captação de recursos da empresa apenas em 2017 para quase US$ 1 bilhão. No mesmo mês, a empresa foi avaliada em US $ 3 bilhões.
Em abril de 2018, a empresa foi adquirida por uma empresa chinesa de internet, Meituan-Dianping, por US$ 2,7 bilhões.
Em agosto de 2018, a Mobike lançou uma versão elétrica de sua bicicleta laranja.
Em dezembro de 2018, Hu Weiwei renunciou ao cargo de executivo-chefe por "razões pessoais".

## Cobertura
Em 2018, Mobike opera em mais de 200 cidades e 19 países.

### Ásia

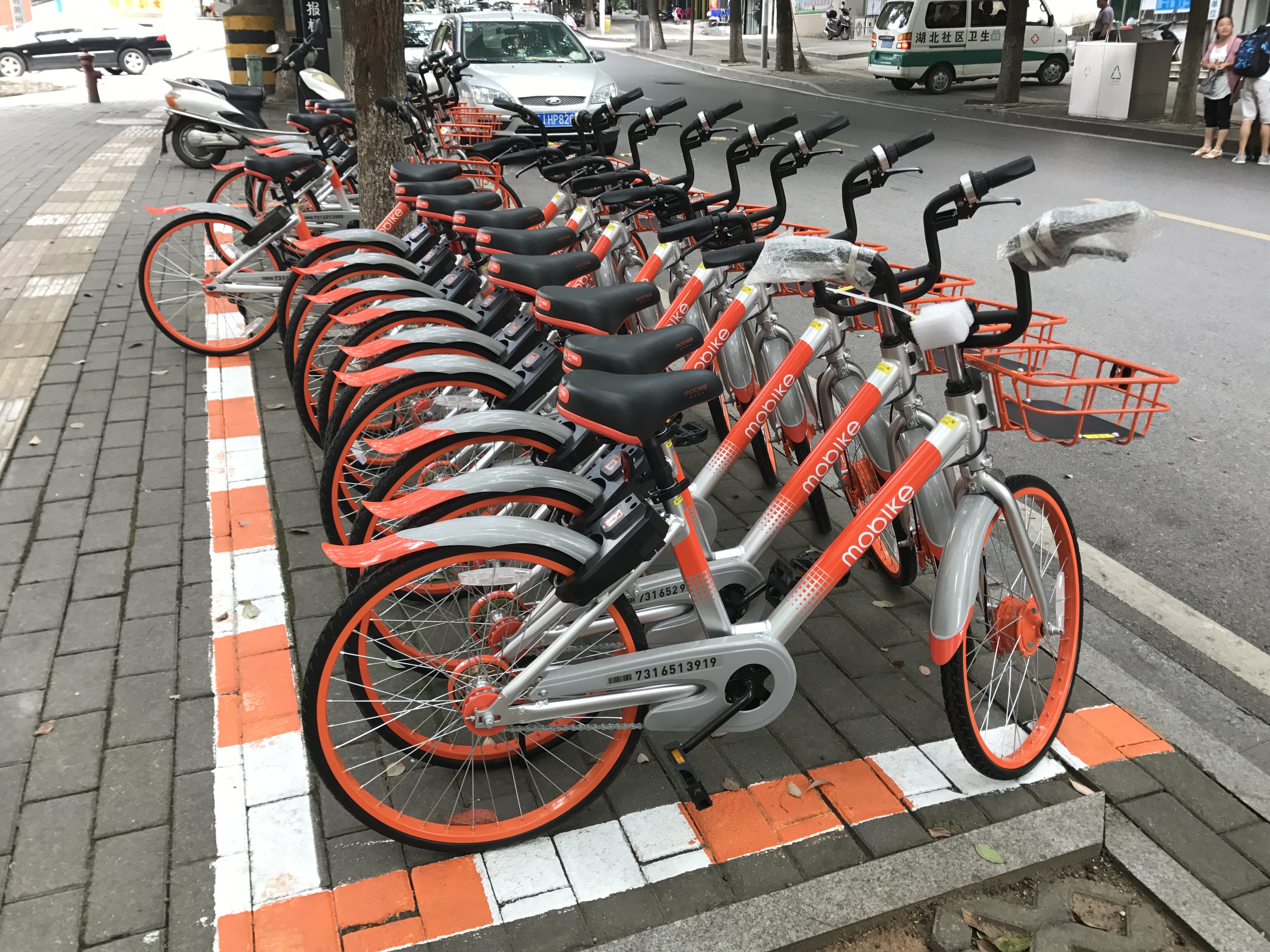
Bicicletas Mobike em Huanggang, Hubei, China

As cidades chinesas com os serviços da Mobike incluem: Pequim, Xangai, Guangzhou, Shenzhen, Chengdu, Lanzhou, Ningbo, Xiamen, Foshan, Zhuhai, Changsha, Hefei, Shantou, Haikou, Deyang, Nanning, Guiyang, Xian, Wenzhou, e Wuhan .
As operações em Cingapura, o primeiro mercado externo da empresa, começaram em 21 de março de 2017.
O serviço da Mobike no Japão foi lançado em 22 de junho de 2017, sendo Fukuoka a primeira cidade a recebê-lo. Em Osaka, para ganhar força no negócio de bicicletas elétricas, a Panasonic fez uma parceria com a Chinese Mobike para explorar as possibilidades de um serviço de compartilhamento de bicicletas elétricas no Japão.
Em 31 de agosto de 2017, a Mobike anunciou seu lançamento oficial na Tailândia com sua parceria com a AIS, a Central Pattana e a Kasertsat University. No início de 2018, a equipe da Mobike na Tailândia lançou sua segunda cidade como Chiang Mai - a maior cidade do norte da Tailândia. O lançamento da Mobike está diretamente alinhado à iniciativa "Transporte Não Motorizado" (NMT) do governo da cidade, que se concentra na promoção do ecoturismo através do desenvolvimento de um sistema de transporte urbano sustentável. A Mobike interrompeu as operações em Chiang Mai, em meados de 2019.
A Mobike foi lançada oficialmente na Malásia em 6 de setembro de 2017, com as primeiras bicicletas sendo lançadas em Setia Alam e Cyberjaya no mês seguinte.
Na Austrália, o serviço foi lançado em Sydney em novembro de 2017 e em Gold Coast, Queensland em fevereiro de 2018.
Em maio de 2018, a Mobike lançou suas operações em Israel em cidades como Tel Aviv, Ramat Gan, Givatayim, Rehovot e Kiryat Bialik .
Em 11 de março de 2019, a Mobike solicitou a renúncia de sua licença de compartilhamento de bicicletas e cessou todas as operações em Cingapura. O destino das 25.000 bicicletas é desconhecido.

### Europa

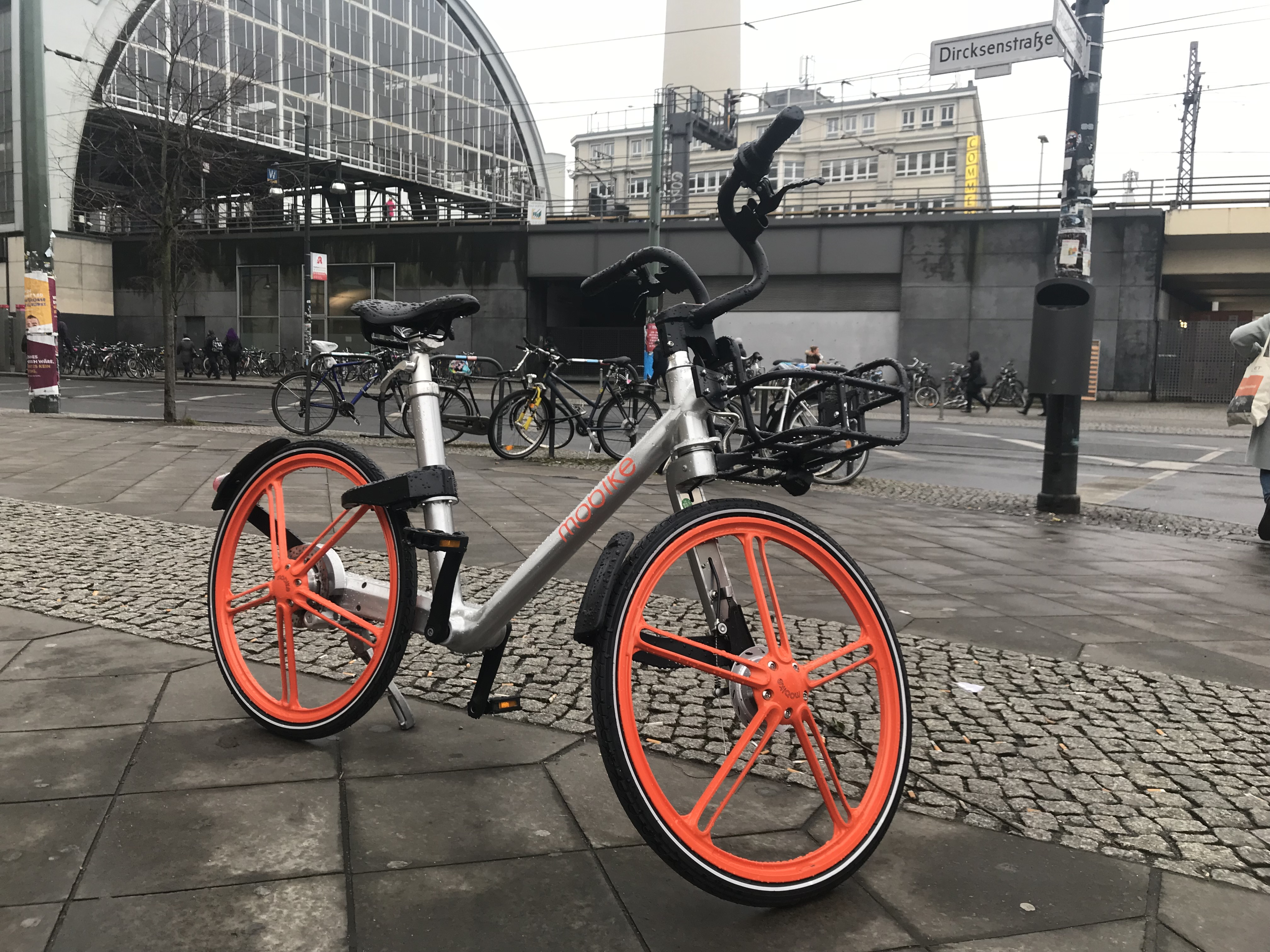
Uma bicicleta Mobike na Alexanderplatz, Berlim

No verão de 2017, a Mobike lançou seu serviço em Manchester, Reino Unido. Era a centésima cidade de Mobike e a primeira fora da Ásia. Em setembro, a Mobike estendeu seu serviço para Londres, seguido rapidamente pelo lançamento em Newcastle. Em outubro de 2017, a Mobike entrou em Oxford. Em junho de 2018, a Mobike foi lançada em Cambridge. Em setembro de 2018, a Mobike anunciou que deveria suspender suas operações em Manchester. A empresa disse que sofreu um aumento nas taxas de perda de bicicletas por roubo e vandalismo na cidade. Em 2019, o serviço também foi suspenso em Newcastle. A Mobike continua a operar compartilhamento de bicicletas em Londres, Oxford e Cambridge.
Na Itália, a Mobike iniciou suas operações inicialmente em Florença em julho de 2017, seguida por Milão em agosto, Turim e Bérgamo em novembro, Pesaro e Mantova em março de 2018, Reggio Emilia em maio e Bolonha em junho.
Em 9 de novembro de 2017, a Mobike foi lançada oficialmente em Roterdã, na Holanda. A cerimônia contou com a presença de Chantal Blaak, a campeã mundial de ciclismo feminino de 2017. A Mobike estendeu seu serviço na Holanda em junho de 2018 com o lançamento da Mobike em Delft. Em março de 2019, a Mobike foi lançada em Haia .
Na Alemanha, a Mobike iniciou suas operações em 21 de novembro de 2017, implantando 700 bicicletas em Berlim, tornando-se a 200ª cidade em todo o mundo com o serviço de compartilhamento de bicicletas da Mobike. A Mobike se expandiu rapidamente na Alemanha, lançando o serviço em Düsseldorf em maio de 2018, seguida por Colônia em julho de 2018 e Hannover em setembro de 2018.
Na França, o serviço foi lançado em Paris em 24 de janeiro de 2018. Em dezembro de 2018, a Mobike e a Transdev anunciaram uma parceria exclusiva com o objetivo de propor a Mobike a outros municípios franceses como oferta complementar às redes de transporte público gerenciadas pela Transdev.
Na Espanha, suas primeiras operações em Madri iniciaram em 18 de junho de 2018. A Espanha era o 19º país de operação da Mobike e apoiava a estratégia de mobilidade urbana da cidade, exigindo maior uso do transporte de baixo carbono. Em setembro de 2018, a Mobike entrou no Hospital de Llobregat graças a um acordo com o conselho da cidade. L'Hospitalet é uma cidade vizinha a Barcelona, é a segunda cidade mais densamente povoada da Europa. Em 26 de setembro de 2018, a Mobike foi lançada em Saragoça, tornando-se a terceira cidade da empresa na Espanha. Em fevereiro de 2019, a Mobike recebeu permissão para lançar scooters eletrônicas em Madri.
Na Albânia, este sistema de compartilhamento de bicicletas foi lançado em Tirana em 8 de junho de 2018.

### Américas
Em 20 de setembro de 2017, o primeiro serviço de compartilhamento de bicicletas da Mobike nos Estados Unidos começou em Washington, DC. No entanto, após menos de um ano de serviço, abandonou a cidade de Washington. A Mobike foi lançada em Charlotte, Carolina do Norte, em 22 de dezembro de 2017 e em San Diego, em 23 de fevereiro de 2018. As operações em The Woodlands, Texas, começaram em janeiro de 2018 e cessaram em outubro de 2018.
Em fevereiro de 2018, a Mobike iniciou suas operações na Cidade do México e em Santiago, Chile.

## Características de design
Conforme descrito pela empresa, a Mobike se coloca como uma solução para o problema do último quilômetro no transporte diário de pessoas, no qual em que os passageiros enfrentam o problema de ficar um pouco longe do seu destino para caminhar, mas perto demais para justificar o custo ou o atraso em encontrar um táxi. As bicicletas da Mobike vêm com uma trava eletrônica controlada pela Internet que é desbloqueada automaticamente, mas requer trancar manualmente após o uso.
As bicicletas Mobike são acionadas por um pequeno gerador instalado no cubo da roda traseira para acionar a trava ou por um painel fotovoltaico em alguns modelos de bicicletas. Diz-se que o freio a disco patenteado suporta mais de 10.000 quilômetros de pedalada sem falhas.

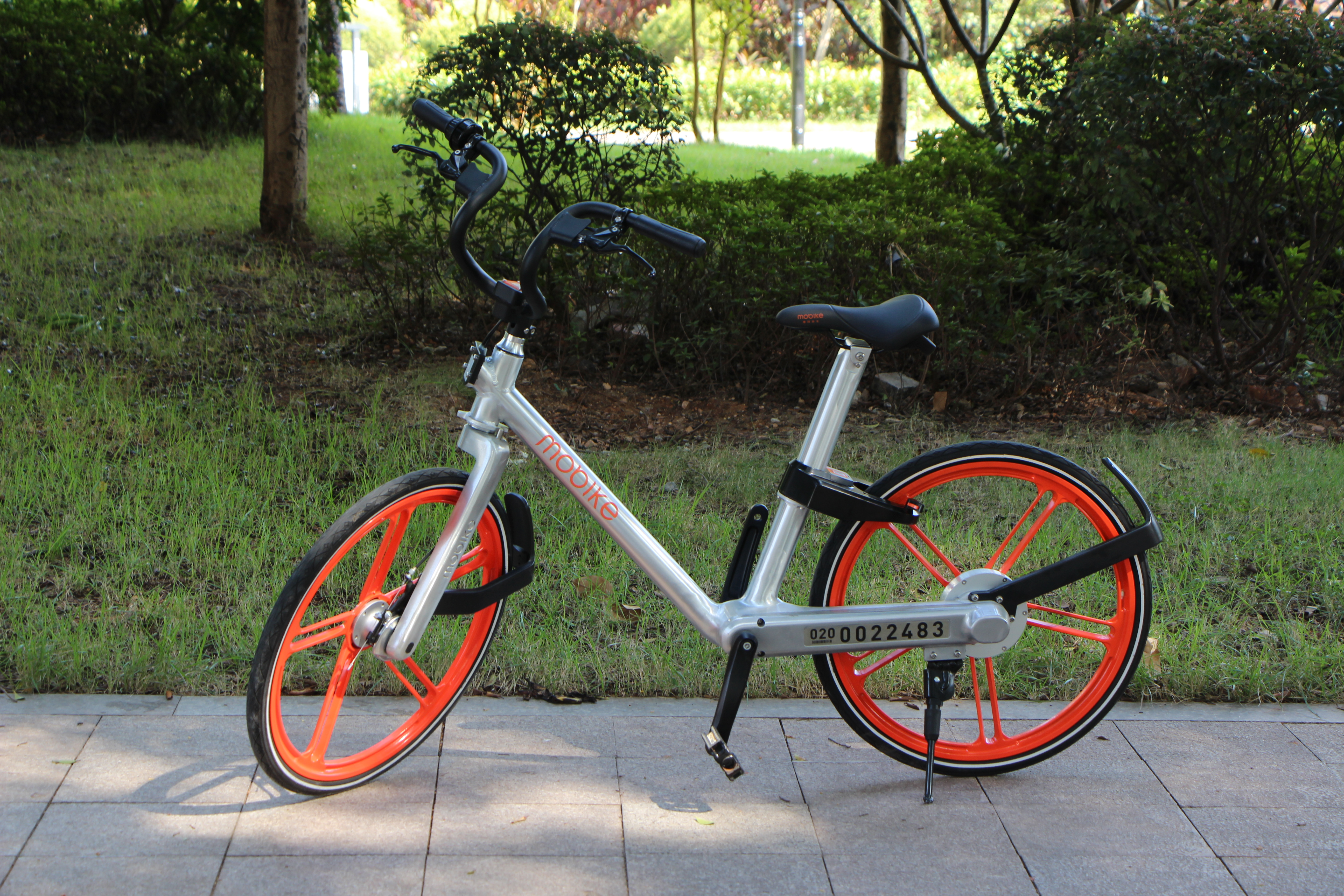
Um Mobike clássico mostrando seu número de identificação. Aqui, o menor "020" significa uma bicicleta atribuída a Guangzhou, Guangdong

A Mobike fez parceria com a Qualcomm (usando o chip IoT MDM9206 ) e a Gemalto para o uso das tecnologias NB-IoT para fornecer conexão para as bicicletas.
As bicicletas Mobike são fornecidas em duas versões, ambas as quais requerem uma digitalização de um código QR exclusivo para desbloquear:

### Mobike clássico
O Mobike clássico, ou "Mobike", é a variante padrão das bicicletas Mobike. Possui chassi todo feito de alumínio, em forma de V, pneus à prova de perfurações e um sistema de transmissão de eixos. Em vez de raios de arame convencionais, ele usa cinco conjuntos de duas hastes de metal paralelas e grossas, posicionadas a 72 ° uma da outra para melhorar a durabilidade e reduzir os custos de manutenção. O número de identificação de cada bicicleta é colocado na parte traseira do chassi.
Os usuários do serviço usam o aplicativo para ler de código QR da bicicleta, que é exibido na base da guidom e na fechadura inteligente.
O banco, guidão e fechadura são na preta, o volante é laranja e o corpo é em prata metálico.
A bicicleta pesa 25 quilogramas (55 lb)   .
Alguns usuários se queixaram do peso do Mobike clássico e da falta de um cesto de bicicletas (defendido pelo Mobike para "impedir a publicidade de spam") e da dificuldade em manter o equilíbrio nas primeiras tentativas, o que deu início ao desenvolvimento de outras versões da bicicleta.

### Mobike Lite
Mobike Lite é conhecido informalmente como "geração 2". Ele usa raios de arame e uma corrente convencional para fornecer torque à roda traseira. O número de identificação está do lado direito em um painel de plástico que protege a corrente. O código QR foi movido para a ponta do para-lama traseiro.
O Mobike Lite vem com uma cesta de metal semelhante a uma rede e possui um painel solar que aciona o bloqueio QR e o rastreador GPS. As rodas eram de cor laranja.

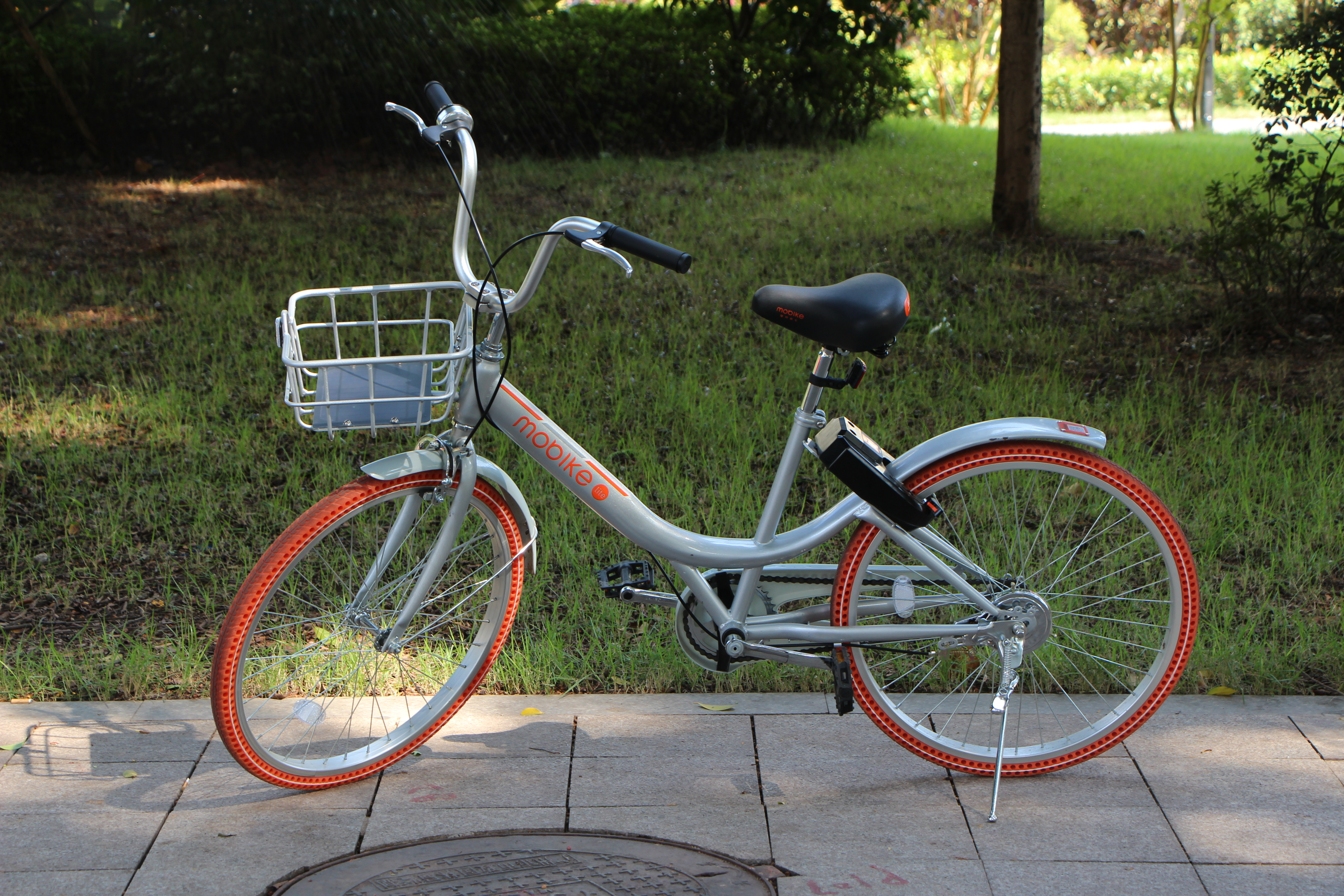
Uma bicicleta Mobike Lite em Guangdong. Observe o sistema de transmissão exposto

Os modelos mais recentes do "Mobike Classic" e "Mobike Lite" têm assentos ajustáveis. A versão Lite pesa 17 quilos.

### Segunda geração
De acordo com um comunicado de imprensa da empresa, pequenos lotes de Mobikes de segunda geração, Classic e Lite, estão sendo implantados em áreas de serviço. Os relatórios indicam que o segundo bicicletas geração usar um alumínio mais durável kickstand em vez dos plásticos rígidos usados anteriormente. Também é mencionado o novo assento hidráulico ajustável instalado nas bicicletas da geração 2, pressionando uma pequena aba de metal próxima à base do assento. Finalmente, a segunda geração da Classic Mobikes agora também tem uma cesta.
O esquema de cores da segunda geração do Mobike Lite é alterado para laranja para o aro interno e volta para preto para o pneu.

## Acesso

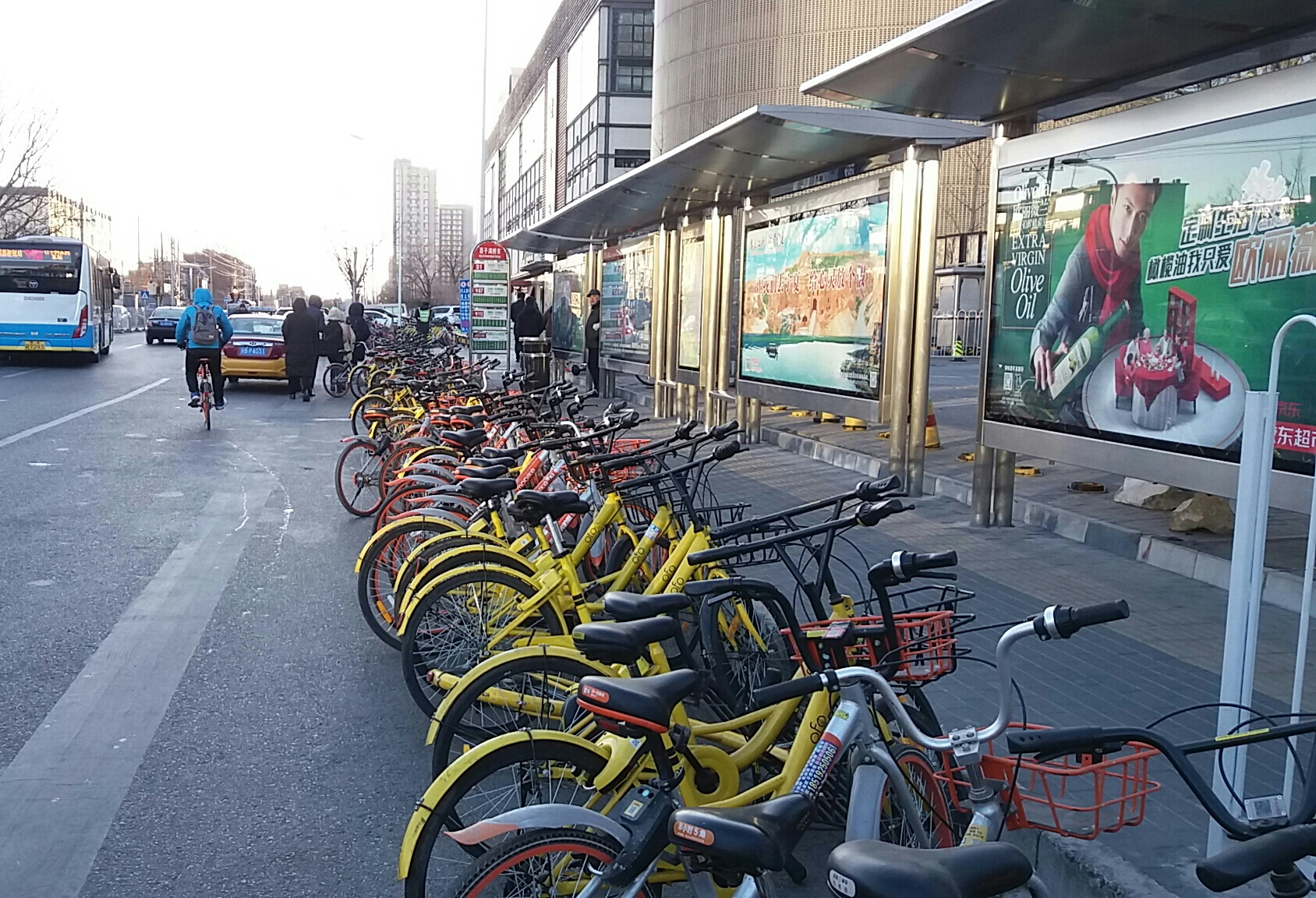
Várias bicicletas ofo e Mobike bloqueando uma plataforma de ponto de ônibus

O acesso às bicicletas Mobike requer o aplicativo Mobike, que exige um depósito mínimo de uma unidade da moeda específica do país para garantir que os detalhes de pagamento fornecidos pelo usuário estejam corretos. Cada usuário é obrigado a se registrar usando seu número de telefone móvel. Na China, eles também devem registrar seu número de identificação nacional, conforme exigido pelos regulamentos do governo local; o software não permite que usuários menores de 14 anos usem o aplicativo por meio do número de identificação.
Para usar uma bicicleta, o usuário desbloqueia a bicicleta usando o aplicativo móvel. O aplicativo registra a distância e a duração da viagem e a energia que o usuário gastou usando a bicicleta. No final do aluguel, o custo é deduzido da conta do usuário.

### Forma de pagamento
Como a Mobike não possui serviços off-line, o aplicativo Mobike só aceita transações on-line através de sistemas de pagamento mobile ou cartão de crédito. O usuário precisa ter um saldo positivo em sua conta ao iniciar o aluguel, mas é permitido ficar negativo durante uma viagem.
A empresa anteriormente exigia depósito para usar o serviço na China; no entanto, a empresa encerrou a prática em julho de 2018. Os usuários podem retirar seu depósito do serviço a qualquer momento, desde que não possuam saldo negativo na conta.

### Mobike Score
O aplicativo Mobike usou inicialmente um sistema "Mobike Score" para acompanhar o comportamento do usuário. O sistema de pontuação consistia em cinco níveis: Excelente (1000 a 701), Excelente (700 a 601), Bom (600 a 501), Regular (500 a 301), Ruim (300 a 0). O Mobike Score dos usuários afetou as tarifas futuras e o uso do sistema. Todo novo usuário inicia automaticamente com uma pontuação "Bom" de 550 pontos. Os usuários receberam pontos por várias ações, como relatar qualquer problema com o sistema ou estacionar em áreas preferidas com maior demanda, e pontos perdidos por ações prejudiciais ao sistema, o que poderia levar à suspensão da conta. Este sistema não está mais em uso.

## Controvérsias

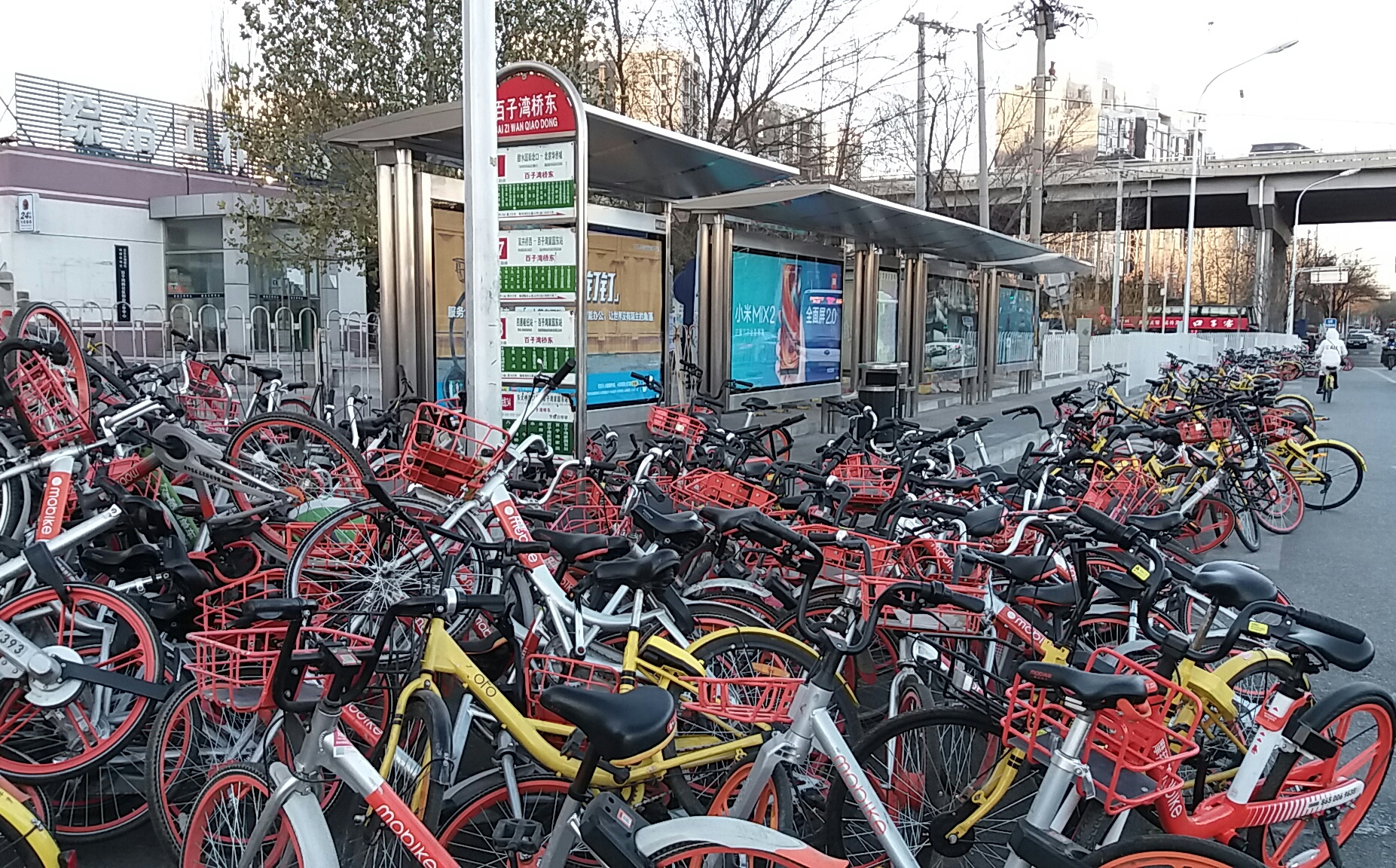
Muita bicicletas empilhadas em Pequim

Mobike tem vários problemas com praticidade. Muitas pessoas reclamam de bicicletas que causam confusão; como eles não têm locais de estacionamento em estações fixas, os usuários podem deixar o Mobikes onde causam obstrução. Em resposta a essas reclamações, a Mobike introduziu zonas de estacionamento para incentivar os usuários a estacionar em áreas específicas.
Apesar do sistema de compartilhamento de biciletas incentivar o uso de meios de transporte sustentáveis, diversas críticas vem surgindo quanto a quantidade de bicicletas disponíveis e ao destino final de bicicletas usadas. Mobike, como sendo a maior e principal empresa de compartilhamento de bicicletas, também é alvo do mesmo tipo de críticas. Depois da expansão do mercado em 2018, milhões de bicicletas tiveram o ferro velho como destino.
Em alguns mercados globais, como o Reino Unido, tem havido muito vandalismo. Além disso, a empresa vem abandonando o serviço em diversos países. Depois de uma expansão agressiva, Mobike está gradualmente abandonando diversos países, como Cingapora, Malásia, Tailandia, Índia e Australia. O sistema vem sofrendo problemas de expansão internacional; diferente da China, outros países tem poucos centros urbanos de alta densidade populacional que viabilizem o emprego de sistemas de compartilhamento de bicicleta.